# Curley Weaver

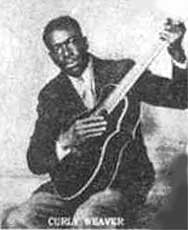
Curley Weaver 1920er-Jahre

Curley Weaver (* 26. März 1906 in Covington, Georgia; † 20. September 1962 in Almon, Georgia), bekannt als der Georgia Guitar Wizard (Gitarrenhexer aus Georgia), war ein US-amerikanischer Blues-Gitarrist und Sänger. Bekannt wurde Weaver vor allem im Duo mit Blind Willie McTell. Beide waren Gitarrenvirtuosen, McTell auf der 12-saitigen, Weaver auf der 6-saitigen Gitarre.
Als Kind lernte Weaver das Gitarrespielen von seiner Mutter Savanah Shepard, von der es auch die Brüder Charlie (bekannt als Laughing Charley Lincoln) und Robert Hicks (bekannt als Barbecue Bob) lernten. Von den legendären frühen Bluesmännern Nehemiah Smith und Blind Buddy Keith erlernte Weaver das Slidegitarrenspiel. Mit 19 Jahren zog er nach Atlanta, zusammen mit dem Mundharmonikaspieler Eddie Mapp. Die beiden taten sich mit den Hicks-Brüdern zusammen und musizierten in Bars und Clubs.
1928 machte Weaver auf Empfehlung von Barbecue Bob seine ersten Aufnahmen Sweet Petunia und No No Blues. Weitere Aufnahmen folgten, sowohl solo als auch mit Eddie Mapp, Barbecue Bob und den Georgia Cotton Pickers. Er lernte den erst 16-jährigen Mundharmonikaspieler Buddy Moss kennen, mit dem er als die Georgia Browns auftrat. Seine fruchtbarste, mehr als 20-jährige Zusammenarbeit hatte Weaver jedoch mit Blind Willie McTell.
Die 1930er waren schwere Jahre für Curley Weaver: die große Depression lähmte den Plattenmarkt, Barbecue Bob starb jung, Eddie Mapp wurde ermordet und der 21-jährige Moss ging für Jahre ins Gefängnis. Weaver machte weiterhin Musik, u. a. mit McTell, später wieder mit Moss. Ende der 1950er erblindete er.
Curley Weaver starb 1962 und erlebte das Bluesrevival der 1960er Jahre nicht mehr.